# Scyphostegiaceae
Scyphostegiaceae é uma pequena família de plantas dicotiledóneas constituída por apenas uma espécie: Scyphostegia borneensis Stapf.
É uma pequena árvore de folhas simples, alternas e dentadas, originárias de Bornéu
O sistema APG aceita esta família e situa-a na ordem Malpighiales. O sistema APG II (2003) e o sistema APWeb [5 Dez 2007] não a aceitam e situam a espécie na família Salicaceae. Segundo ToLweb [5 Dez 2007], esta espécie merece uma posição especial, talvez uma família.